# خط طول 127° شرق
خط طول 127° شرق هو أحد خطوط الطول الجغرافية، والتي تمتد من القطب الشمالي الجغرافي إلى القطب الجنوبي الجغرافي، وحسب التحويل الزمني يتقدم خط طول 127° شرق عن خط غرينتش بـ8 ساعات و28 دقيقة.

## من القطب إلى القطب
ينطلق خط طول 127° شرق من القطب الشمالي نحو القطب الجنوبي مرورا بالمناطق التي ترد في الجدول التالي:
| الإحداثيات                           | البلد أو الإقليم أو البحر | ملاحظات |
| ------------------------------------ | ------------------------- | --- |
| 90°0′N 127°0′E / 90.000°N 127.000°E  | المحيط المتجمد الشمالي    | |
| 77°34′N 127°0′E / 77.567°N 127.000°E | بحر لابتيف                | |
| 73°27′N 127°0′E / 73.450°N 127.000°E | روسيا                     | ياقوتيا — جزر the نهر لينا و the mainland أوبلاست أمور — من 55°42′N 127°0′E / 55.700°N 127.000°E |
| 51°0′N 127°0′E / 51.000°N 127.000°E  | جمهورية الصين الشعبية     | هيلونغجيانغ جيلين — من 45°0′N 127°0′E / 45.000°N 127.000°E Heilongjiang — لحوالي 10 km من 44°47′N 127°0′E / 44.783°N 127.000°E Jilin — من 44°43′N 127°0′E / 44.717°N 127.000°E |
| 41°45′N 127°0′E / 41.750°N 127.000°E | كوريا الشمالية            | تشاغانغ مقاطعة ريانغانغ هامغيونغ الجنوبية بيونغان الجنوبية هامغيونغ الجنوبية مقاطعة كانجوان |
| 38°13′N 127°0′E / 38.217°N 127.000°E | كوريا الجنوبية            | غيونغي (مقاطعة) مرورا عبر سول غيونغي (مقاطعة) - مرورا عبر of سوون تشنغتشونغ الجنوبية (مقاطعة) جولا الشمالية (مقاطعة) - مرورا بغرب جونجو جولا الجنوبية (مقاطعة) مرورا بشرق غوانغجو جولا الجنوبية (مقاطعة) |
| 34°18′N 127°0′E / 34.300°N 127.000°E | بحر الصين الشرقي          | مرورا بشرق the جزيرة جيجو (مقاطعة مستقلة خاصة), كوريا الجنوبية (في 33°27′N 126°57′E / 33.450°N 126.950°E) · مرورا بغرب the جزيرة توناكي [لغات أخرى]‏, أوكيناوا (محافظة), اليابان (في 26°22′N 127°8′E / 26.367°N 127.133°E) · مرورا بشرق the جزيرة كوميجيما [لغات أخرى]‏, أوكيناوا (محافظة), اليابان (في 26°20′N 126°49′E / 26.333°N 126.817°E) |
| 25°45′N 127°0′E / 25.750°N 127.000°E | المحيط الهادئ             | بحر الفلبين — مرورا بشرق the جزر تالاود, إندونيسيا (في 4°16′N 126°55′E / 4.267°N 126.917°E) |
| 4°17′N 127°0′E / 4.283°N 127.000°E   | بحر مالوكا                | مرورا بغرب the جزيرة Latalata, إندونيسيا (في 0°16′S 127°1′E / 0.267°S 127.017°E) · مرورا بغرب the جزيرة جزر باكان, إندونيسيا (في 0°26′S 127°5′E / 0.433°S 127.083°E) |
| 1°43′S 127°0′E / 1.717°S 127.000°E   | بحر سيرام                 | |
| 3°9′S 127°0′E / 3.150°S 127.000°E    | إندونيسيا                 | جزيرة جزيرة بورو |
| 3°43′S 127°0′E / 3.717°S 127.000°E   | بحر باندا                 | مرورا بشرق the جزيرة جزيرة ويتار, إندونيسيا (في 7°43′S 126°50′E / 7.717°S 126.833°E) · مرورا بغرب the جزيرة Kisar, إندونيسيا (في 8°2′S 127°8′E / 8.033°S 127.133°E) |
| 8°20′S 127°0′E / 8.333°S 127.000°E   | تيمور الشرقية             | |
| 8°41′S 127°0′E / 8.683°S 127.000°E   | بحر تيمور                 | |
| 13°46′S 127°0′E / 13.767°S 127.000°E | أستراليا                  | أستراليا الغربية |
| 32°18′S 127°0′E / 32.300°S 127.000°E | المحيط الهندي             | Australian authorities consider this to be part of the المحيط الجنوبي[1][2] |
| 60°0′S 127°0′E / 60.000°S 127.000°E  | المحيط الجنوبي            | |
| 66°31′S 127°0′E / 66.517°S 127.000°E | القارة القطبية الجنوبية   | الإقليم الأسترالي في القارة القطبية الجنوبية، المطالب الإقليمية بالقارة القطبية الجنوبية by أستراليا |